# Tenedos garoa
Tenedos garoa là một loài nhện trong họ Zodariidae.
Loài này thuộc chi Tenedos. Tenedos garoa được Candiani, Bonaldo & Antonio D miêu tả năm 2008. Brescovit.